# Università Monash
L'Università Monash (in inglese: Monash University), è un'università pubblica australiana situata a Melbourne. E' intitolata all'ingegnere australiano John Monash.

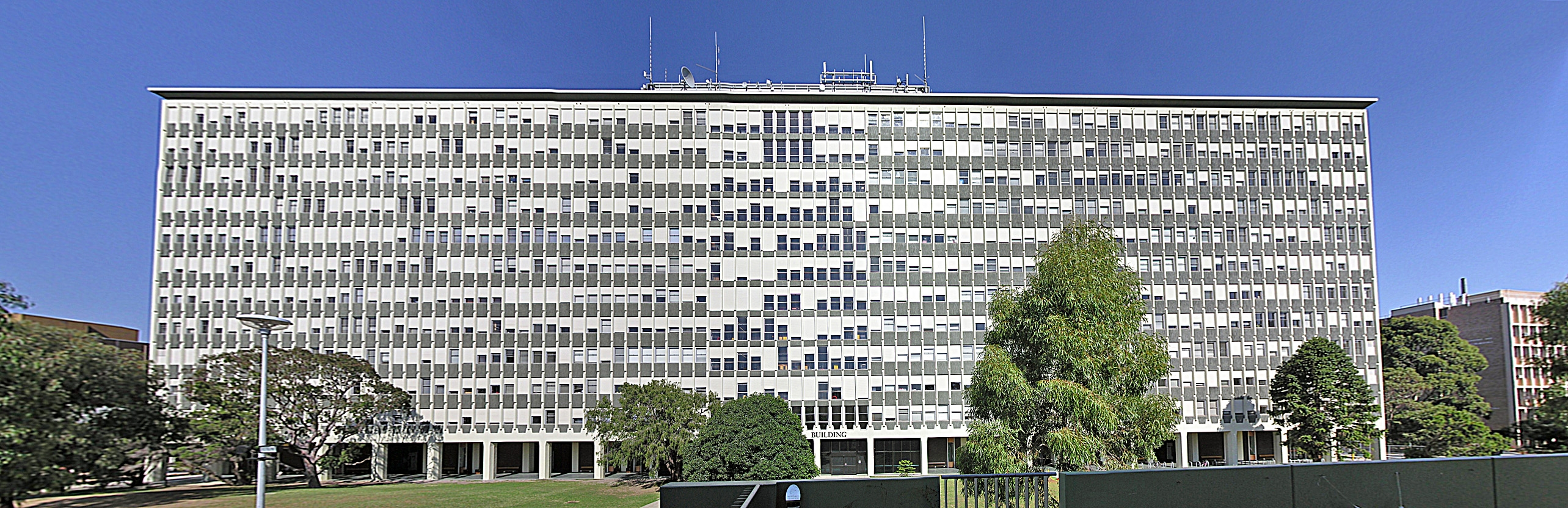
Università di Monash, Clayton Campus a Melbourne

## Struttura
L'ateneo è organizzato nelle seguenti facoltà:
- Arte
- Arte, design e architettura
- Economia e commercio
- Giurisprudenza
- Informatica
- Ingegneria
- Medicina, infermieristica e professioni sanitarie
- Scienze
- Scienze dell'educazione
- Scienze farmaceutiche

Dispone di otto campus, di cui sei nel Victoria (Clayton, Caulfield, Berwick, Peninsula, Parkville e Gippsland), uno in Malesia e uno in Sud Africa. Possiede inoltre alcune sedi in India e Italia (a Prato, presso palazzo Vai).